# Rafael González Castell

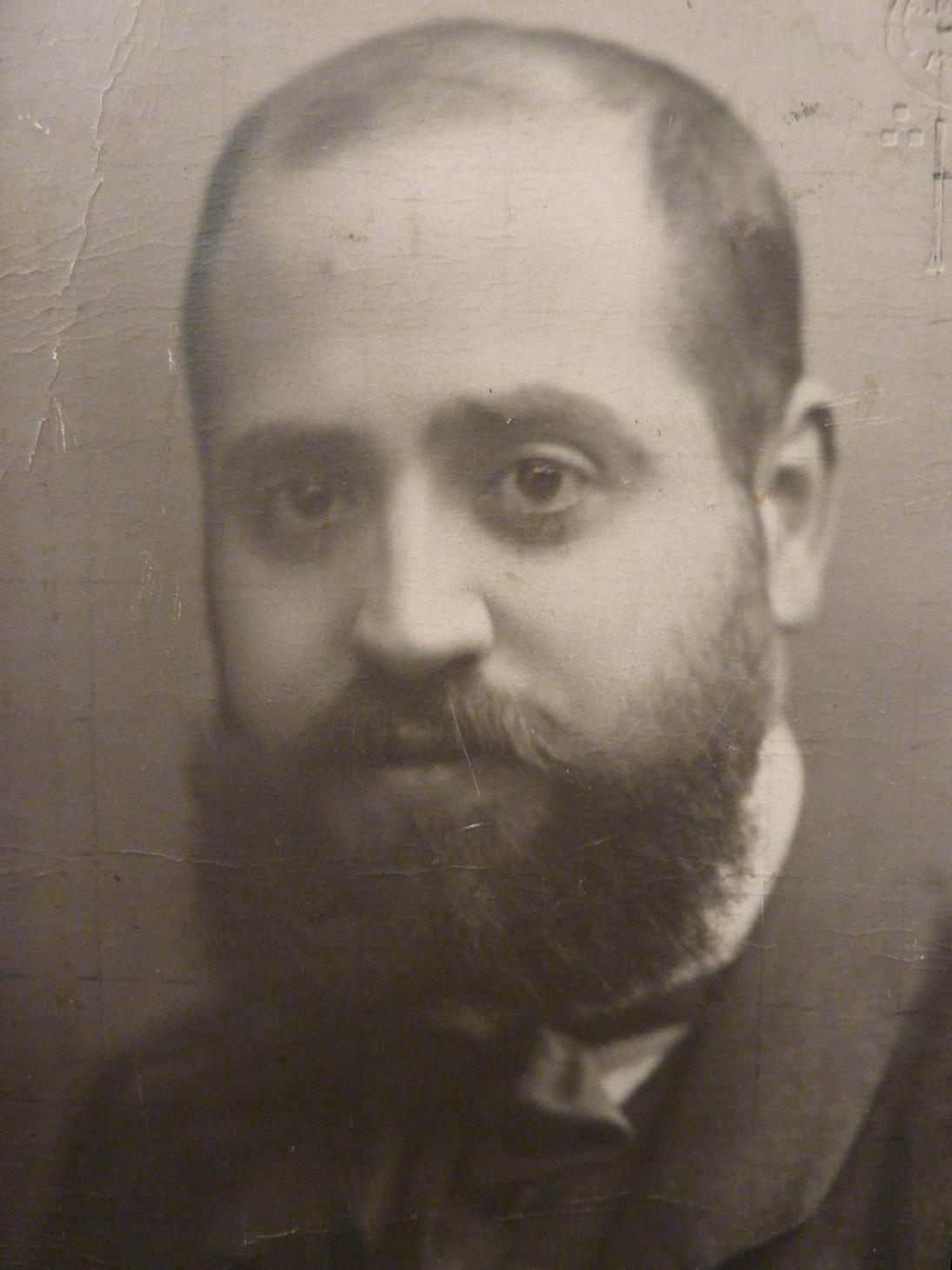
El poeta Rafael González Castell.

Rafael González Castell (Madrid, 6 de agosto de 1885 - Montijo, 6 de enero de 1965) fue un intelectual español del siglo XX, especialmente reconocido como poeta, pero que también cultivó otros géneros literarios, así como el dibujo y el humor gráfico, sobre todo, a través de la realización de caricaturas publicadas en las más prestigiosas publicaciones de su época. Fue padre de la también escritora y pintora, Piedad González-Castell Zoydo

## Biografía
Fue hijo del jurista Don Marcial González de la Fuente, Presidente de la Sala Primera del Tribunal Supremo y Diputado por Valencia en cinco ocasiones entre 1886 a 1905, siendo nombrado Subsecretario de Justicia en 1893 y Ministro de Gracia y Justicia en julio de 1894 (BOE de 28/07/1894) y de Doña Salvadora Castell Quintana.
Siguiendo la tradición familiar paterna, se licenció en Derecho por la Universidad Central de Madrid (actual Universidad Complutense de Madrid), fue abogado y Secretario de Administración Local, llegando a ser Vicepresidente del Colegio Oficial de Secretarios, Interventores y Depositarios de Administración Local de la Provincia de Badajoz.
Publicó sus primeros cuentos y artículos en el País, el Diario de Madrid y otros periódicos, formó parte de los ambientes literarios de la época, siendo testigo de excepción en las tertulias de Ortega y Gasset, y participando activamente, más tarde, en las tertulias del Café Gijón con entre otros, César González Ruano (padre), Leopoldo Alas “Clarín” o Valle Inclán, presenciando entre estos dos últimos numerosos enfrentamientos, que a veces se dejaban en forma de mensajes escritos en el mármol de las mesas del Café, el uno al otro.

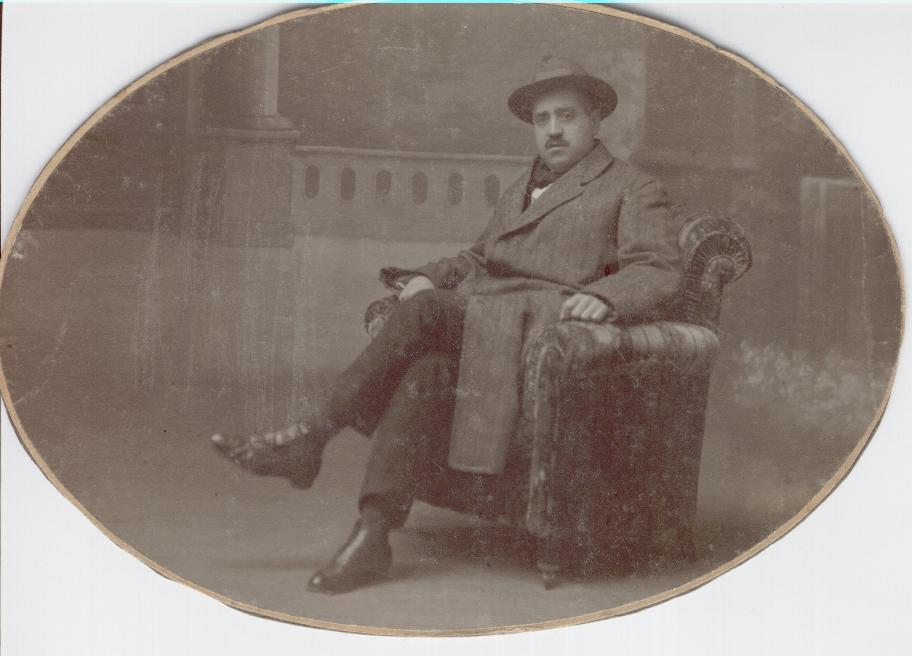
El poeta Rafael González Castell

Fue conferencista llegando a dictar charlas en el Ateneo de Madrid (algunas de ellas publicadas como La quiebra de la Banca Catalana, sus causas y sus efectos. Editorial Haro. Madrid. 1923), así como crítico de Arte y Teatro, cronista de actualidad, Director Gerente de la Editorial Lope de Haro, Redactor Jefe de la Revista de Economía y Hacienda Publicaciones de actualidad y Director Artístico del Casino de la Ciudad Lineal, del que también fue Gerente.

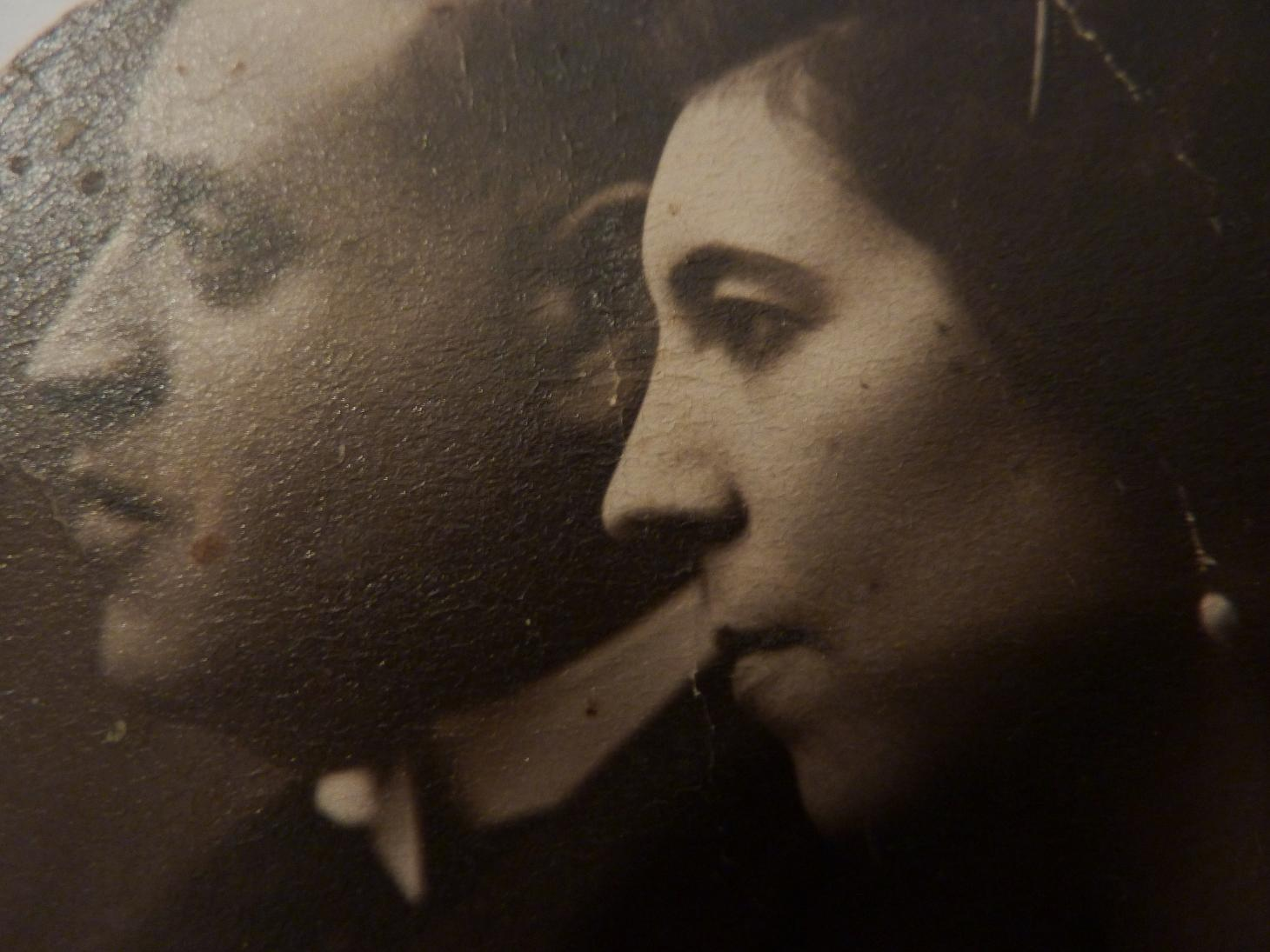
Foto del poeta Rafael González Castell con su esposa Margarita Zoydo Duque

Durante su estancia como Secretario de Administración Local en Titulcia, conoció a Margarita Zoydo Duque, que estaba destinada allí de Maestra, con la que se casó en 1927. A partir de ese momento, Rafael González Castell, vivió por y para Margarita, con la que tuvo seis hijas y un hijo (Concepción, Margarita, Ana, Eulalia, Consuelo, Piedad y Rafael). La familia fue sin duda fundamental para su desarrollo poético y su estilo literario, ya que, con razón, el poeta Jesús Delgado Valhondo, en diferentes ponencias presentadas en Congresos de Escritores Extremeños, lo definió como creador del verso de pie libre y la poesía íntima y familiar.
Su familia lo acompañó durante su peregrinar por la geografía española, ya que Rafael González Castell se desenvolvió como Secretario de Administración Local en Titulcia (Madrid), Mocejón (Toledo), Baños de Montemayor (Cáceres), Mogente (Valencia), Ciempozuelos (Madrid) y Montijo, donde en 1939 fue apartado de su cargo víctima de un injusto expediente de depuración, siendo detenido el 30 de enero de 1939, por un delito de Auxilio a la Rebelión.

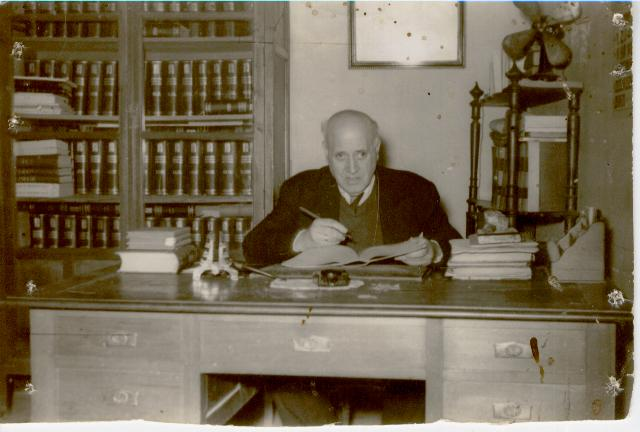
Rafael González Castell en su despacho del Ayuntamiento de Montijo

Este hecho, hizo que fuera sometido a un Consejo de Guerra, en la localidad de Mérida, el 8 de abril del mismo año que acabó con una condena a pena de prisión de doce años y un día. González Castell permaneció recluido en la Prisión Provincial de Badajoz (situada en el Palacio de Godoy) hasta el 18 de agosto de 1940, fecha en la que, tras ser revisado su caso, fue declarado inocente y rehabilitado en su condición de Secretario de Administración Local, primero en Fregenal de la Sierra y luego en Oliva de la Frontera, volviendo finalmente a Montijo en 1946 al quedar vacante la Secretaría Municipal que, por oposición había ganado y que injustamente le habían arrebatado, años atrás, y donde permanecería hasta la fecha de su jubilación y posterior muerte, el Día de Reyes de 1965.
El día 29 de marzo de 1980, el Excelentísimo Ayuntamiento de Montijo (Badajoz) rindió homenaje a Rafael González Castell, poniéndole su nombre a la calle en la que vivió y murió, e inaugurándose, en la fachada de la casa del poeta, una placa que, en cerámica, reproduce una de las autocaricaturas que se hizo al escritor y humorista.

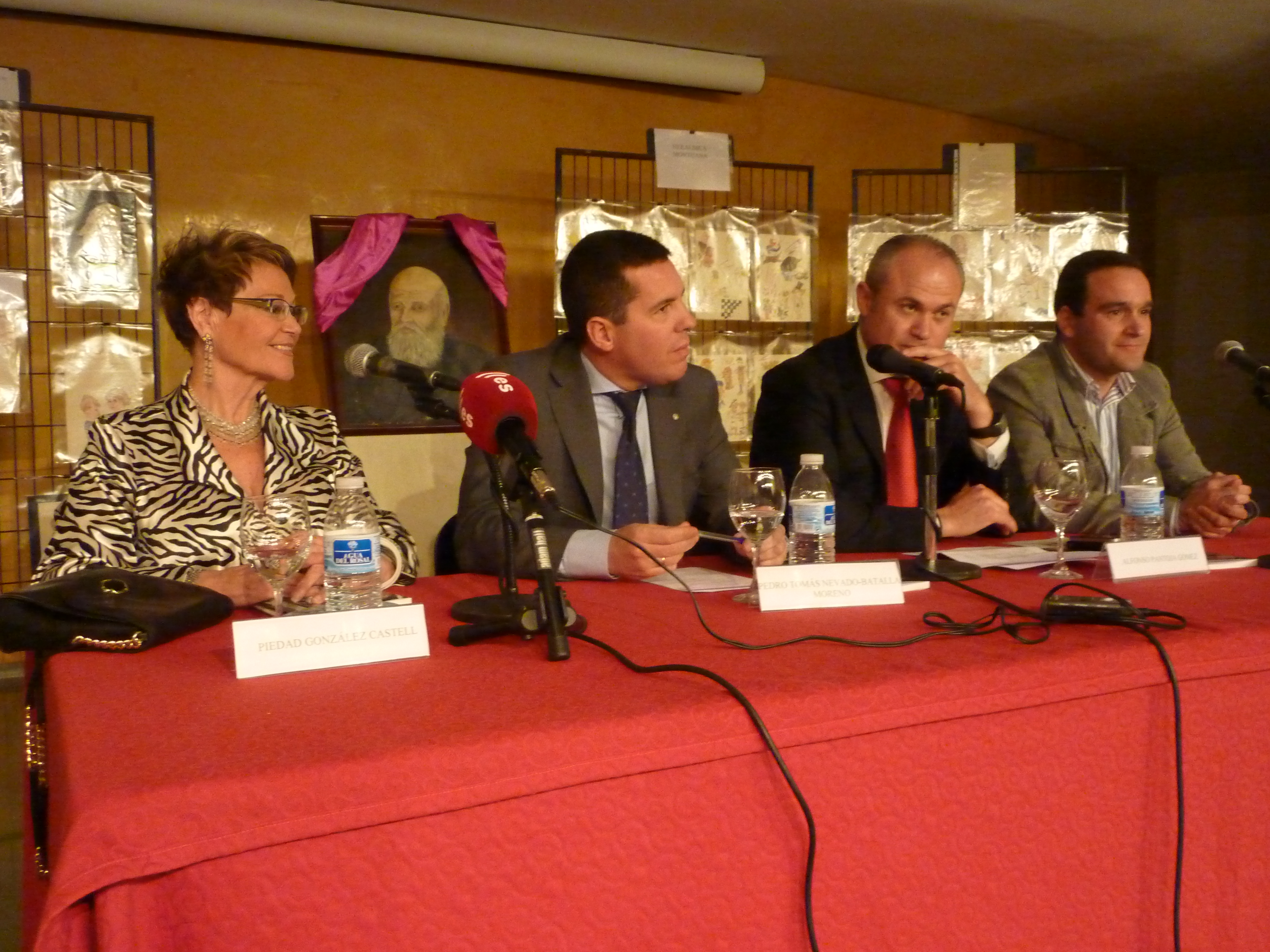
Mesa presidencial del Acto de Clausura de la III Semana Cultural Rafael González Castell, de izquierda a derecha: la hija del escritor, Piedad González-Castell Zoydo, el Consejero de Administración Pública del Gobierno de Extremadura, Pedro Nevado-Batalla Moreno, el Alcalde de Montijo, Alfonso Pantoja, y el concejal de Cultura, Eduardo Simoes.

Dieciocho años más tarde, en 1998, la Corporación Municipal aprueba, por unanimidad la creación del “Premio Rafael González Castell de Relatos”, que en 2013 cumple su XV edición gozando de gran prestigio y participación internacional, teniendo entre sus premiados escritores y escritoras de indudable talla literaria llegados de diversos puntos de España y de Hispanoamérica. Desde su creación ha contado con un Jurado de prestigiosos nombres de las Letras entre los que se incluyen Ángel Campos Pámpano, José Miguel Santiago Castelo, Jorge Márquez, Justo Vila y la propia hija del escritor, Piedad González-Castell Zoydo.
Desde el año 2011, se celebra anualmente, organizada por la Concejalía de Cultura del Ayuntamiento de Montijo la Semana Cultural “Rafael González Castell”, en la que se realizan múltiples actividades de carácter social y cultural, destinadas a la difusión y mayor conocimiento de la figura del escritor.
En el momento actual se está trabajando, desde el Ayuntamiento de Montijo y el Gobierno de Extremadura, en la creación de la Fundación Rafael González Castell, que se espera sea una realidad en el 2015 coincidiendo con el 50 aniversario de la muerte del escritor.

## Obra literaria

### Poesía
Esta faceta es la más conocida de Rafael González Castell y la que él más mimó, Su obra poética se ha dado a conocer profusamente en emisoras nacionales como Radio Nacional de España, Cadena SER y otras, entre los años 1940, 1950, 1960 así como en Revistas Literarias como Alcántara (Cáceres), Gévora (Badajoz), Olalla (Mérida). Revista Nueva (Madrid). Diario HOY de Extremadura en sus espacios poéticos.
Libros de Poesías
- Entre mis cuatro paredes. Imprenta Hidalgo. Montijo. 1935.
- TIC-TAC-TIC-TAC (versos contra el reloj). Editorial Arqueros. Badajoz. 1953.
- Los amigos de Colín (Los siete pecados, las siete virtudes y otras más). Facsímil del original de fábulas manuscrito, ilustrado y ornamentado por González Castell, en 1951, Departamento de Publicaciones de la Diputación de Badajoz, Badajoz, 1997.

### Novela
De la obra novelada de Rafael González Castell existen ejemplares en la Biblioteca Nacional (Madrid) y en otros fondos bibliográficos.
- Santa Cigüeña, Mártir. (Ilustraciones de Galván), Editorial Novela de bolsillo, Madrid, 1914.
- La gentil Mariana, (Ilustraciones de Daniel de la Puente), Editorial Novela de bolsillo, Madrid, 1915.
- El suplicio de Quisquilla, Editorial Cuento Nuevo, Madrid. 1919.
- Curdoterapia, (Prólogo de Salvador Valverde y caricatura del autor por Manuel Marín Feria), Ediciones Casa Velázquez, Sevilla, 1924.
- Los fracasos del Todopoderoso, Imprenta Marbao,. Játiva (Valencia), 1932.
- Cuando la cuarta de Apolo. Editorial Novela Fantasía. 1946.

### Teatro
En teatro, la obra de González Castell es en colaboración con otros escritores, dedicada a la comedia, a la comedia dramática y a la zarzuela. Nos ha llegado una decena de títulos, aunque por sus propias Memorias, puede saberse que ha colaborado en otras varias, posiblemente desaparecidas.
- Aires distintos. Comedia en colaboración con Santiago Iglesia y Gallego-Figueroa, que iba a estrenarse en el Teatro Lara de Madrid protagonizada por el actor Emilio Carreras.
- Las flores del mal. Comedia dramática en tres actos, en colaboración con Estanislao Rolandi. Estrenada en el Teatro Romea de Murcia, por la Compañía de Villagómez, en noviembre de 1923 y en el Teatro Circo de Cartagena, por la Compañía López Alarcón, en diciembre de 1923. (Posteriormente, hacia el año 1930, se pondría también en escena en Baños de Montemayor, por una compañía de teatro de las que eran llamadas “de la legua”, y en la que era el protagonista, el luego conocido y gran actor Carlos Lemos).
- La escarapela. Zarzuela de ambiente extremeño en dos actos y cinco cuadros, en prosa y en verso, en colaboración con Tomás Rabanal Brito y con música de M. García Matos. 1940.

### Periodismo y humor gráfico
Colaborador de continuidad y desde su fundación, de la revista semanal de humor Gutiérrez desde 1927 hasta 1934, compartiendo secciones con los escritores Miguel Mihura, Álvaro de la Iglesia -que, por su juventud, le llamaban Alvarito-, Enrique Jardiel Poncela, Wenceslao Fernández Flores, Ramón Gómez de la Serna, Agustín de Foxá, Edgar Neville, K-Hito -su fundador-, Lugones, López Rubio, Tono -con sus inigualables chistes-, los dibujantes Roberto y Barberó, entre otros.
Pródigo en crónicas y comentarios de actualidad, de críticas de Arte y de Teatro, ha dejado un álbum abigarrado de recortes de periódicos diversos en los que escribía y de los que era corresponsal, tales como El País, El Imparcial, La Vanguardia, Diario de Madrid, entre otros conocidos y reconocidos diarios, y en revistas gráficas, de actualidad, financieras, de teatro como La Tribuna, La escena, La farsa, Madrid Cómico o el Dígame.
Sus más de doscientas colaboraciones pueden consultarse en los fondos bibliográficos de la Hemeroteca Municipal de Madrid (Centro Cultural Conde Duque).
En 1934 fundó Moysa, periódico de Montijo, del que era Director y en el que colaboraba su esposa Margarita Zoydo Duque.

### Obra inédita
Entre los numerosos fondos bibliográficos en custodia de su familia se encuentra una todavía muy interesante y amplia, obra inédita, que espera ver la luz con la creación de la Fundación Rafael González Castell. Entre ellas destacan sus propias Memorias Recordando... que es Gerundio, (1952) así como ¡Adiós, pedazos de mi alma! (1939); Cartas al cadáver de mi padre. (1940); Situación político-financiera de la Banca en España. (1922); Las vacaciones de Burranquito (1902), Las más grandes aventuras y mentirillas de Juanito (1904), Entre mis dos azules y otros conjuntos de poesías inéditos, algunos de los cuales no han quedado organizados como libros temáticos y entre los que se encuentran varias de las Actas de las Sesiones del Pleno Municipal de Montijo, recogidas en versos.

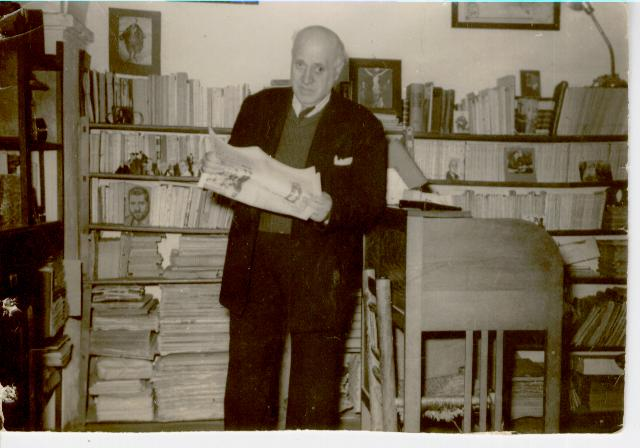
El poeta Rafael González Castell en su biblioteca

## Estilo y forma literaria
Su obra ha sido recogida en diferentes Antologías poéticas tales como:
- Las mil mejores poesías de la Lengua Castellana (ocho siglos de poesía española e hispano americana). Ediciones Ibéricas. Madrid. 1958-1973;

- Más de 100 poetas inéditos, Juan Soca, Cabra (Córdoba), Gráficas Flora, 1946.

- Antología de poetas españoles contemporáneos en lengua castellana, César González Ruano,  Editorial Gustavo Gili., Barcelona., 1946.

- La Gran Enciclopedia de Extremadura, Ediciones Extremeñas EDEX, Mérida, 1987.

- Antología de Poetas Extremeños, Cáceres, donde es recogida la obra de Rafael González Castell como poeta extremeño, aunque nació en Madrid, por el gran amor que siempre mostró por Extremadura.

De su poesía se ha dicho:
- “Es gracioso de forma, despreocupado y libre. Entre el humor y la afición a lo picaresco y a una expresión vulgar evidentemente intencionada. Hay una arteria sentimental y fina que serpentea por la estructura ligera y amable del verbo irregular, colorista, manejado con natural gracejo”. (César González Ruano).[8]
- “No deja de ser peregrina su indicación al solicitar el juicio que pueda merecerme su obra: «Yo no pregunto si escribo así o asá; quiero saber si soy el peor de los emborronadores de cuartillas, para retirarme; pero mientras haya otros que lo hagan peor que yo, insistiré, insista usted, amigo Rafael, porque no solamente dista bastante de ser el peor de todos, sino que descuella entre los mejores, entre los más amenos, entre los que tienen más ideas y las desgranan con mayor oportunidad. Reciba mi felicitación entusiasta. Continúe trabajando así; no invente, refiera lo visto y lo sentido, nada más; y cuente con un lector que aguarda interesado” (Luis Ruiz Contreras)
- “En Entre mis cuatro paredes ha recogido Rafael González Castell, unas cuantas poesías donde sencillez y limpieza expresiva se acompañan por una suave ternura. Versos escritos para el solaz del propio poeta, que no pensó nunca en darlos a la publicidad, tienen un perfume íntimo que los hace más recogidos en expresión poética y más alejada del puro estrépito verbal” (Diario ABC, Madrid).
- “Rafael González Castell, abogado, notable escritor humorista, ya conocido por su colaboración frecuentes en las revistas madrileñas y por sus novelas y ensayos teatrales, ha publicado con el título Entre mis cuatro paredes una singular colección de versos, en que su fácil vena de sincera naturalidad halla motivos de inspiración dentro del hogar quieto, aburguesado y en los sentimientos y personajes de intimidad entre los cuales se desliza uniforme su vida, y de los cuales su librito es sonora emoción y espejo reluciente” (Diario Ahora, Madrid)
- “¿Veis aquel transeúnte que tropieza, se cae y provoca la risa grosera de cuantos no se han caído? González Castell podrá sonreírse, según la teoría bergsoniana de la mecánica de la risa pero, al mismo tiempo, le tenderá la mano y le ayudará a levantarse. Así es el hombre, así es el escritor. El aguijón de su ironía, como el de la abeja, pica, pero no hace mal sino miel. La contemplación serena y reflexiva de la vida, la gran maestra, le ha enseñado el arte de sonreír y la ciencia de compadecer” (Salvador Valverde).
- “Hoy ya no se puede del balduque, ni de los manguitos. Ambas cosas han desaparecido por completo de las prácticas y usos administrativos, pero queda la plus-valía, y el arbitrio de solares, y la tasa de rodaje etc. etc., que si no solo son convenientes sino indispensables para la economía y desenvolvimiento ¡Qué lejos está el monte Parnaso, de sus habitadoras las Musas y la fuente Hipocromo, en la que los poetas hallaban la inspiración y el entusiasmo lírico! Y sin embargo, merced a estos duros contrastes humanos vivimos, pues el cuerpo, instrumento, y sustentáculo, no puede prescindir de la prosa de la vida por grosera y torpe que sea. Pero el señor González Castell pasa, de la revista financiera a la esfera del arte, de lo jocoso a lo triste, de lo humorístico a lo sentimental e incluso a lo patético. Estas bruscas transiciones psicológicas constituyen, sin duda alguna, la nota más destacada y caracterizante de su personalidad literaria” (Pedro Romero de Mendoza. Revista Alcántara. Cáceres).
- “Entre mis cuatro paredes (…) consta de un prólogo dedicado a su esposa, y quince preciosísimas poesías de metro libre, en que con un lirismo rebosante canta las episódicas dulzuras del hogar compartido con la amante esposa y las hijas pequeñísimas, revoltosas y cariñosísimas. Reciba González Castell, compañero nuestro en el periodismo, nuestro parabién por la reciente publicación, y le alentamos a seguir por la senda de la poesía, donde ha de conseguir éxitos tan rotundos como el actual”. (Diario HOY, Badajoz).